# Phong trào tuyệt chủng loài người tự giác
Phong trào tuyệt chủng loài người tự giác (tiếng Anh: Voluntary Human Extinction Movement, viết tắt tiếng Anh VHEMT)  là một phong trào môi trường kêu gọi tất cả mọi người không sinh con để gây ra sự tuyệt chủng dần dần tự nguyện của loài người. VHEMT ủng hộ sự tuyệt chủng của con người chủ yếu bởi vì, theo quan điểm của nhóm, việc này sẽ ngăn chặn suy thoái môi trường. Nhóm này tuyên bố rằng việc suy giảm dân số con người sẽ ngăn chặn một số lượng đáng kể sự đau khổ của con người do con người tạo ra. Sự tuyệt chủng của các loài không phải là con người và sự khan hiếm các nguồn tài nguyên cần thiết của con người được thường xuyên trích dẫn theo nhóm như là bằng chứng về những thiệt hại gây ra bởi nạn nhân mãn của con người.
VHEMT được thành lập vào năm 1991 bởi Les U. Knight, một nhà hoạt động đã tham gia trong phong trào môi trường trong những năm 1970 và sau đó kết luận rằng con người tuyệt chủng là giải pháp tốt nhất cho các vấn đề phải đối mặt với sinh quyển của Trái Đất và nhân loại. Knight đã xuất bản bản tin của nhóm và làm người phát ngôn của nhóm. Mặc dù nhóm được thúc đẩy bởi một trang web và đại diện một số sự kiện môi trường, tổ chức này chủ yếu dựa trên việc phát tin từ các phương tiện truyền thông bên ngoài để truyền bá thông điệp của mình. Nhiều nhà bình luận xem nền tảng của nó là cực đoan không thể chấp nhận được, mặc dù các nhà văn khác đã hoan nghênh quan điểm của VHEMT. Để đáp lại VHEMT, một số nhà báo và học giả lập luận rằng con người có thể phát triển lối sống bền vững hoặc có thể làm giảm dân số của họ đến mức bền vững. Những người khác duy trì rằng, bất kể giá trị của các ý tưởng, do động cơ sinh sản, con người sẽ không bao giờ tự nguyện tìm kiếm sự tuyệt chủng.